# Луций Рацилий
Лу́ций Раци́лий (лат. Lucius Racilius; казнён в августе 48 года до н. э., Дальняя Испания, Римская республика) — римский политический деятель из плебейского рода Рацилиев, народный трибун 56 года до н. э. Друг Марка Туллия Цицерона.

## Биография
Луций Рацилий принадлежал к старинному, однако неименитому, плебейскому роду неизвестного происхождения. Его имя впервые встречается у Цицерона в связи с наместничеством Гая Верреса: оратор в числе прочих кредиторов «сицилийского грабителя» называет и Рацилия, добавляя при этом, когда последний предъявил Верресу иск с требованием возврата денежных средств, тот на основании собственного эдикта приказал заключить Луция в тюрьму. Впрочем, исходя из датировки трибуната Рацилия (56 год до н. э.), Тимоти Уайзмен предположил, что кредитором Верреса мог быть не Луций, а его отец, носивший то же имя. 
В 57 году до н. э. Рацилий, вместе с остальными приверженцами республиканского строя в сенате, прикладывал серьёзные усилия, чтобы добиться возвращения Цицерона из изгнания. В 56 году он в качестве народного трибуна поддержал Цицерона в его противостоянии политику-демагогу Клодию и, предположительно, интерцедировал прошение проконсула Сирии Авла Габиния о благодарственных молениях в его честь по случаю успешных действий в Иудее — против Аристобула и его сына Александра. В этом же году (вероятно, ещё в марте) Рацилий выступил посредником в сделке Милона и Порция относительно приобретения первым гладиаторов-бестиариев, принадлежащих Катону и которых тот из-за сложного материального положения не мог содержать.
Участвовал с экс-коллегой по трибунату, Гнеем Планцием, в выборах плебейских эдилов на 54 год, но, в отличие от него, проиграл. Начавшуюся гражданскую войну Рацилий, по-видимому, встретил в Испании, поддержав помпеянцев. После безуспешных попыток последних остановить продвижение армии Цезаря вглубь провинции и последующей капитуляции Афрания и Петрея Луций остался в Испании. Там он стал участником заговора, организованного с целью убийства пропретора Квинта Кассия Лонгина, ставленника диктатора, которого в провинции открыто ненавидели за введение новых налогов для щедрых денежных раздач своему войску. После неудавшегося покушения (заговорщики нанесли Лонгину несколько ран кинжалами) мятежники были схвачены и тотчас казнены; среди них оказались Луций Латеран и Рацилий.